# Nakskov (stacja kolejowa)
Nakskov (duński: Nakskov Station) – stacja kolejowa w miejscowości Nakskov, w regionie Zelandia, w Danii. Znajduje się na Lollandsbanen prowadzącej z Nykøbing Falster. Wcześniej istniały jeszcze dwie prywatne linie kolejowe: Nakskov – Kragenæs (1915-67) i Nakskov – Rødby (1923-53).
Budynek dworca został zbudowany według projektu architekta Einar Ørnsholt z 1925 roku.
Stacja jest zarządzana i obsługiwana przez Regionstog.

## Linie kolejowe
- Lollandsbanen
- Nakskov – Kragenæs
- Nakskov – Rødby